# Kiasma
El Kiasma (construït del 1993 al 1998) és un museu d'art contemporani localitzat a l'avinguda Mannerheimintie, de la ciutat de Hèlsinki, Finlàndia. Exhibeix la col·lecció d'art contemporani de la Galeria Nacional Finlandesa. La meta principal del museu es fer més popular l'art contemporani i reforçar el seu estatus.

## Història
L'any 1992 es va realitzar un concurs de disseny arquitectònic per a construir un museu d'art contemporani a la ciutat de Hèlsinki. La convocatòria anava dirigida a arquitectes dels països bàltics i d'Escandinàvia, encara que també varen participar 5 arquitectes reconeguts internacionalment. L'any 1993, el treball Chiasma de l'arquitecte nord-americà Steven Holl va ser seleccionat d'entre els 516 concursants. La construcció del disputat i controvertit Kiasma va començar l'any 1996 i va finalitzar l'any 1998. Es va inaugurar el mes de maig de 1998.
El setembre 2014 Kiasma tanca per a fer-hi reparacions i reobre durant la primavera de 2015.
Abans i durant l'obra de construcció es va generar una gran discussió sobre la localització del museu entre l'estàtua eqüestre de Carl Gustaf Emil Mannerheim i l'oficina central de correus; el lloc va ser criticat per ser massa estret e inapropiat. El Kiasma va ser acusat d'espatllar els voltants i fons de l'estàtua. De la mateixa manera, l'elecció d'un disseny nord-americà sobre un dels artistes modernistes finlandeses va provocar reaccions negatives.
No obstant, amb el pas dels anys, les crítiques cap al museu han anat apaivagant-se conforme s'han anat construint noves estructures modernistes als voltants del Kiasma.
El museu va atraure entre 165.000 i 182.000 visitants per any entre el 2011 i 2013. L'any 2011, el nombre total de visitants assoleix la fita de 3 milions.